# Supercoppa Primavera 2014
La Supercoppa Primavera 2014 si è disputata il 1º ottobre 2014 allo Stadio Marcantonio Bentegodi di Verona.
La sfida ha visto contrapposte le squadre Primavera del Chievo, squadra che ha vinto il Campionato Primavera 2013-2014, e della Lazio, detentrice della Coppa Italia Primavera 2013-2014.
Il trofeo è stato conquistato dalla Lazio, vincente per 1-0 grazie al gol di Chris Oikonomidis. È il primo successo in questa competizione per la società biancoceleste.

## Tabellino
| Arbitro: | Serra (Torino) |

|  |           |                 |
|  | Marcatori | 17’ Oikonomidis |

| Chievo | Lazio |